# Transvaal (Wittingen)
Transvaal ist ein Ortsteil der Stadt Wittingen im niedersächsischen Landkreis Gifhorn.

## Geografie
Der Ort liegt südlich des Kernortes Wittingen an der Kreisstraße K 29. 
Westlich von Transvaal liegt das Naturschutzgebiet Gagelstrauchbestand bei Vorhop und verläuft der Elbe-Seitenkanal.
Südöstlich liegt der ehemalige Truppenübungsplatz Ehra-Lessien.

## Geschichte

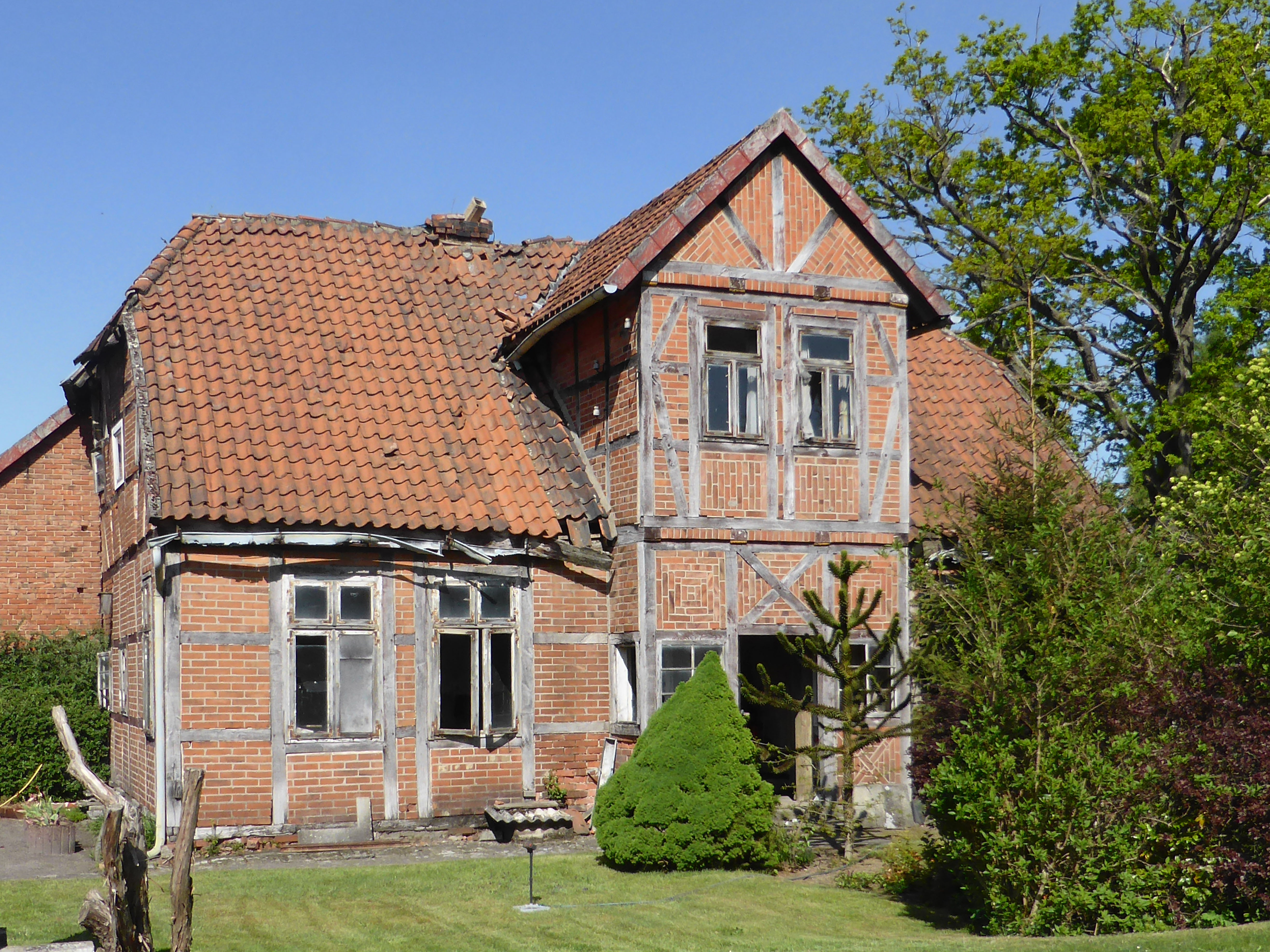
Frühes Siedlerhaus

Ab 1908 wurde das Gebiet des heutigen Transvaal kultiviert und 1909 ließen sich die ersten Siedler in Transvaal nieder, das damals zunächst Siedlung Am Boitzenhagener Weg genannt wurde. Erst ab 1924 wurde der Ort offiziell Transvaal genannt, nach der gleichnamigen Provinz Transvaal in Südafrika.
Ursprünglich war Transvaal ein Wohnplatz der Gemeinde Vorhop. Am 1. März 1974 wurde Transvaal in die Gemeinde Knesebeck eingegliedert, und bereits seit dem 1. April 1974 ist Transvaal ein Ortsteil der Stadt Wittingen.
1979 wurde in Transvaal das Busreiseunternehmen Bischof gegründet, das seit 1990 in Wesendorf ansässig ist.

## Politik
Vorhop und Transvaal bilden zusammen eine Ortschaft. Der Ortsrat und der Ortsbürgermeister von Vorhop sind auch für Transvaal zuständig.